# Западная (река, впадает в Белое море)
Западная — река в России, протекает по Мурманской области. Впадает в Лумбовский залив Белого моря. Длина реки составляет 36 км, площадь водосборного бассейна 168 км².

## Данные водного реестра
По данным государственного водного реестра России относится к Баренцево-Беломорскому бассейновому округу, водохозяйственный участок реки — реки бассейна Белого моря от западной границы бассейна реки Иоканга (мыс Святой Нос) до восточной границы бассейна реки Нива, без реки Поной. Речной бассейн реки — бассейны рек Кольского полуострова и Карелии, впадает в Белое море.
Код объекта в государственном водном реестре — 02020000212101000005420.